# Iringlied
Das Iringlied (auch Iringsage) ist ein Heldenlied, dessen Ursprung im Frühmittelalter, womöglich auch in der ausgehenden Spätantike vermutet wird. Von Mediävisten wird es als „verlorene Heldensage“ eingeordnet, da der Originaltext bis heute nicht gefunden wurde. Die Vermutung, das Werk müsse einst in Form heroisch-dichterischer Verse vorgelegen haben, ist selbst fast 200 Jahre alt und geht auf den Literaturwissenschaftler Jacob Grimm zurück.

## Überlieferungen
Die wichtigste Quelle sind die über 400 Jahre nach den beschriebenen Ereignissen verfassten Res gestae Saxonicae, eine Chronologie der sächsischen Geschichte des Mönchs Widukind von Corvey. Dieser „kunstvoll komponierte Text“ führte die Überlegungen der Historiker zu einer noch kunstvolleren Vorlage, die sich in mündlicher Überlieferung oder gar als schriftlich festgehaltenes Verslied bis in jene Zeit erhalten habe.
In den Quedlinburger Annalen findet die Iringsage ein weiteres historisches Fundament. Allerdings ist umstritten, ob der einschlägige Abschnitt unabhängigen Quellen entstammt oder aus den 10 Jahre zuvor entstandenen Res gestae Saxonicae übernommen wurde. Die konkrete Handlung ist bereits hier stark zusammengefasst, und die im entsprechenden Abschnitt beschriebenen Geschehnisse enthalten keine über die sächsische Quelle hinausgehenden Angaben.
Weitere Erwähnungen findet der Stoff in der Weltchronik des Mönches Frutolf von Michelsberg und der Herkunftserzählung De Origine Gentis Swevorum, der Geschichte vom Ursprung der Schwaben.

## Handlung
Als der Frankenkönig Chlodwig nach vielen Eroberungskriegen starb, hinterließ er vier Söhne, von denen Dietrich der Älteste war und bis zur Erbaufteilung das Reich zusammenhielt. Dieser schickte Boten an Irmenfried, König von Thüringen, um sich dessen Freundschaft zu versichern und ihn zum Erbmahl des neuen fränkischen Königs einzuladen. Hiervon erfuhr Amalaberga, die Schwester Dietrichs und Gemahlin des Thüringers, und rief den königlichen Gefolgsmann und Ratgeber Iring, „ein Mann ebenso schlau und wortgewaltig wie löwenkühn“ (Übersetzung von Gustav Neckel), zu sich. Sie erinnerte ihn an ihr Verwandtschaftsverhältnis mit dem fränkischen Königshaus – als Tochter Chlodwigs hatte auch sie Anspruch auf einen Anteil am Erbe – und schickte Iring zu König Irmenfried. Vom Rat seines Gefolgsmanns bestärkt, sprach Irmenfried zu den fränkischen Boten, Dietrich solle selbst erscheinen und seiner Gemahlin das Erbrecht abkaufen. Der oberste Gesandte gab zur Antwort: „Mein Herr wird kommen, wie du wünschest, König, und wenn sein Gold nicht schwer genug ist, so legt er dir noch einen Berg von Thüringerköpfen auf die Waage!“. Als der Frankenkönig die Worte Irmenfrieds vernahm, rüstete er zum Krieg und zog mit seinem Heer nach Thüringen.
Irmenfried eilte den Franken mit seinen Truppen entgegen, und nach ihrer Begegnung entbrannte eine Schlacht. Nach zwei Tagen des Kampfes griffen die Sachsen als Bundesgenossen Dietrichs in die Schlacht ein, und die Thüringer zogen sich zur Veste Scheidungen an der Unstrut zurück. Iring wurde als Unterhändler zu Dietrich geschickt, um die Bedingungen der Kapitulation auszuhandeln. Dieser blieb jedoch unnachgiebig, und erst als Iring ausschließlich um Schonung von Dietrichs Schwester Amalaberga bat, war der König zum Friedensschluss bereit. Der Ratgeber machte auf den Franken einen so großen Eindruck, dass er ihn in einer geheimen Unterredung fragte, ob er sein Diener werden wolle. Als Dienst für seine Gnade, sein Gold sowie die zahlreichen Ehren und Güter verlangte er, Irmenfried aus seiner Burg hervorzulocken und zu enthaupten, sobald er als Zeichen der Niederlage vor Dietrich knien würde. Iring, der seinen König bereits als gefallenen Mann betrachtete, stimmte schweren Herzens zu. Das Vertrauen des Thüringerkönigs nutzend, ließ er Irmenfried im Glauben seiner Sicherheit zu Dietrichs Heerlager kommen. Dort schlug er seinem früheren Herrn den Kopf ab, während dieser dem Frankenkönig auf Knien seine Demut bezeugte. Sofort verurteilte Dietrich die Tat vor seinen Mannen und sagte, niemand werde Iring dafür belohnen. Wort- und waffengewaltig setzte sich Iring zur Wehr. Er tötete Dietrich, legte den Leichnam Irmenfrieds darüber und erklärte seinen König für gerächt. „Und mit dem Schwerte sich eine Gasse bahnend, ging er davon.“

## Bezug zur gesicherten Geschichte

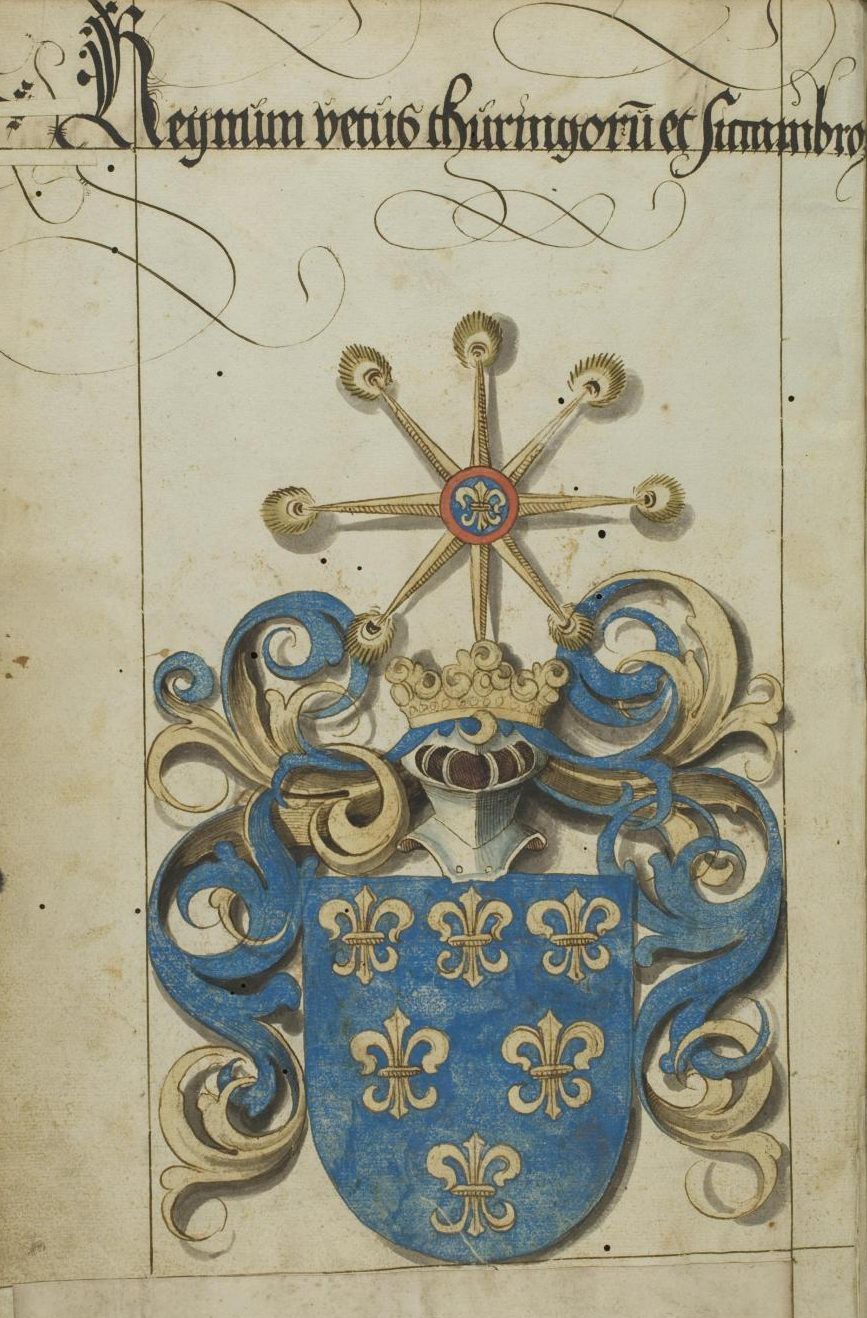
Wappen der Thüringer Könige lt. dem Stammbuch von Sachsen (1546)

Der Untergang des Thüringerreiches wird auf das Jahr 531 datiert. Seine unmittelbare Ursache wird in einem verlorenen Krieg gegen Franken gesehen. Besonders ausschlaggebend scheint hierfür eine verlorene Schlacht an den Ufern der Unstrut gewesen zu sein, wobei allerdings umstritten ist, ob die Sachsen überhaupt in den Konflikt verwickelt waren. Ebenso wird die Veste Scheidungen als Austragungsort der Kämpfe angezweifelt.

Dunkelgrün: Austrasien, östlich davon Thüringen

Nach Angaben Gregors von Tours kam Irings König nicht durch die Hand des eigenen Dieners um, sondern wurde drei Jahre später unter einem Vorwand zu Verhandlungen mit den fränkischen Merowingern unter Theuderich I. und Chlothar I. nach Zülpich, einem Sitz von Theuderich, gelockt und dort von den Festungsmauern gestürzt. Der Geschichtsschreiber merkt hierzu an: A nesquio quo (lateinisch für ‚Man weiß nicht von wem‘). Die Unklarheit über den Mörder und die nach damaligem Verständnis unehrenhaften Umstände von Herminafrieds Tod haben die Legendenbildung möglicherweise begünstigt.
Theuderich I. sicherte unmittelbar nach dem Tod Chlodwigs den Bestand des gesamten Frankenreiches. Nach der Erbteilung erhielt er den an das Königreich Thüringen grenzenden Ostteil des damaligen Frankenreiches (später ‚Austrasien‘ genannt) und benötigte die Unterstützung seines Halbbruders Chlothar I., um einen Feldzug führen zu können. Auch der Anlass des Krieges ist durch die Herkunft Theuderichs I. inspiriert: Iring nennt ihn in seiner Rede an Irmenfried einen „Mägdesohn“ und „leibeigenen Knecht“. Er spielt damit auf Theuderichs Mutter an, die im Gegensatz zu Chrodechild, der Mutter seiner drei Halbbrüder, keine Adlige war.
Amalaberga war nicht die Schwester von Theuderich I., sondern die Nichte von Theoderich dem Großen. Herminafried hatte durch sie also keine Ansprüche auf die fränkische Krone, sondern auf den Beistand der Italien beherrschenden Ostgoten, die von ihrer Cousine Amalasuntha regiert wurden.

## Parallelen zum Nibelungenlied
Sowohl im hochmittelalterlichen Nibelungenlied wie auch in der Bearbeitung von Friedrich Hebbel spielen die Krieger Iring und Irnfrit bzw. Iring und Thüring eine Rolle in der Schlacht am Hof des Hunnenkönigs, in der mittelalterlichen Originalversion als Verbündete von Etzel und damit auch eines Dietrichs, nämlich König Dietrichs von Bern, der in vielen Interpretationen mit Theoderich dem Großen gleichgesetzt wird.

## Varia
Nach einer seit langem widerlegten These Jacob Grimms sei Iring einer der Namen des Asen Heimdall der Germanischen Mythologie gewesen. Aus dieser Benennung leite sich auch der Name Iringsweg als alte Bezeichnung der Milchstraße ab.
Ein fränkischer Adeliger mit dem Namen Iring vermachte dem Kloster Fulda im Jahre 822 – rund 150 Jahre vor dem Erscheinen der Res gestae Saxonicae – die Iringsburg. Diese liegt im ehemaligen Grenzbereich der Königreiche Thüringen und Franken, je nach historischer Auffassung könnte sie Teil des Thüringerreiches gewesen sein und der fränkische Edelmann somit der Namenspatron des Irings der Sage.
Der Skandinavist Felix Genzmer hat den Versuch einer epischen (Re-)Konstruktion unternommen und mittels seiner Kenntnisse des Althochdeutschen eine 'moderne' Versform des Liedes verfasst.